# Daugavpils universitet

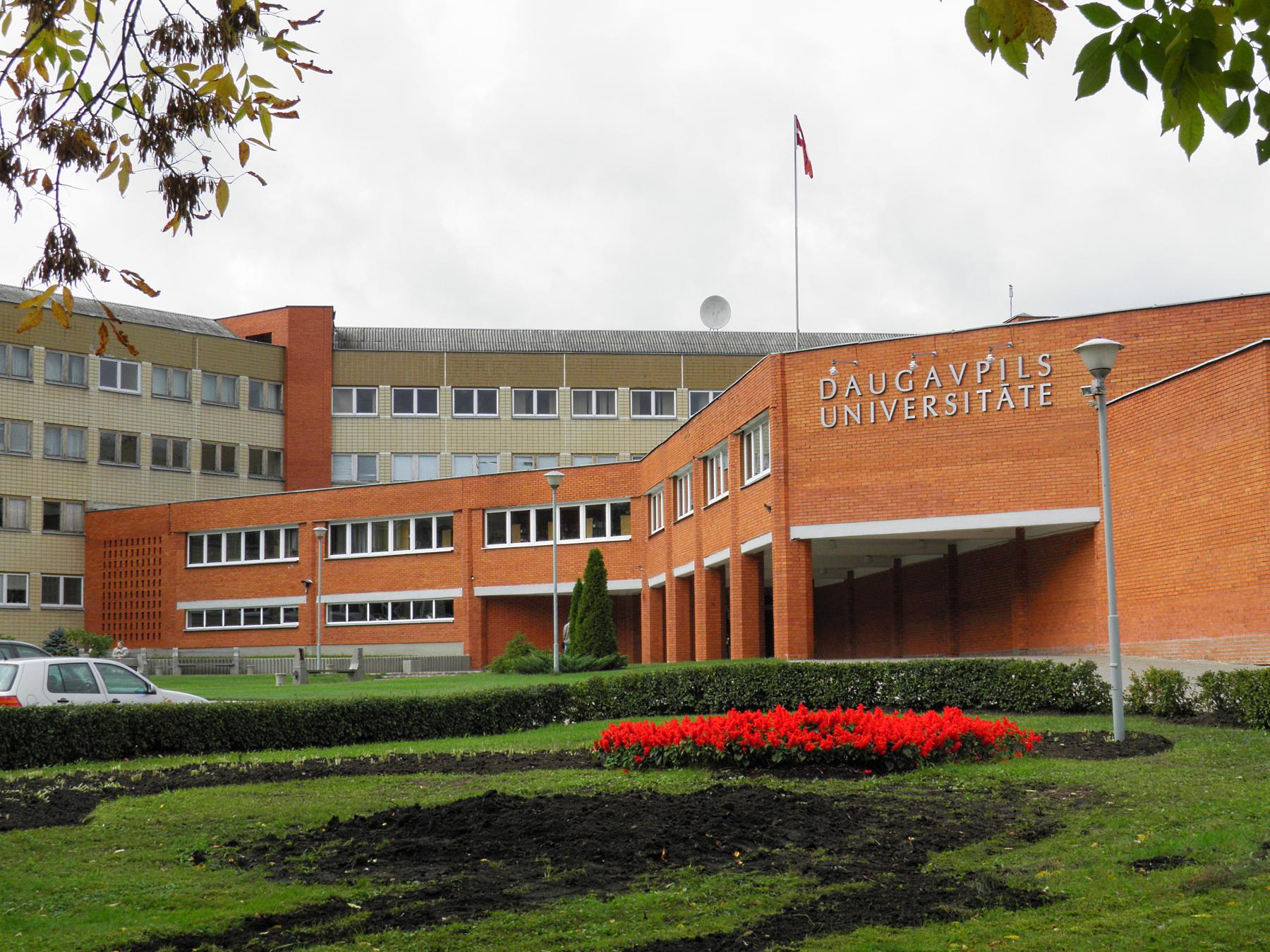
Byggnad på gatan Parādes iela.

Daugavpils universitet (lettiska: Daugavpils Universitāte) är ett offentligt universitet i Daugavpils i sydöstra Lettland, och det näst största universitet i landet. Universitetet är den största utbildningsinstitutionen i landskapet Latgale med fem fakulteter och lite över 4 000 studerande.
Universitetet grundades 1921 som lärarhögskola, och fick 1923 namnet Daugavpils statliga lärarinstitut. Omläggningar i det statliga pedagogiska systemet gjorde att skolan 1952 fick namnet Daugavpils pedagogiska institut. 1993 ändrades skolans status till universitet och fick den 13 oktober 2001 sitt nuvarande namn.

## Organisation
Universitetet är organiserat i fem fakulteter – Humaniora, Samhällsvetenskap, Naturvetenskap och matematik, Musik och konst, samt Pedagogik och ledarskap – som tillsammans driver ett 50-tal utbildningsprogram.

## Forskning
Universitetets forskning är främst inriktad på litteratur, lingvistik, historia, biologi, miljövetenskap, fysik, ekonomi, sociologi, psykologi, pedagogik och konstvetenskap.